# 干海产

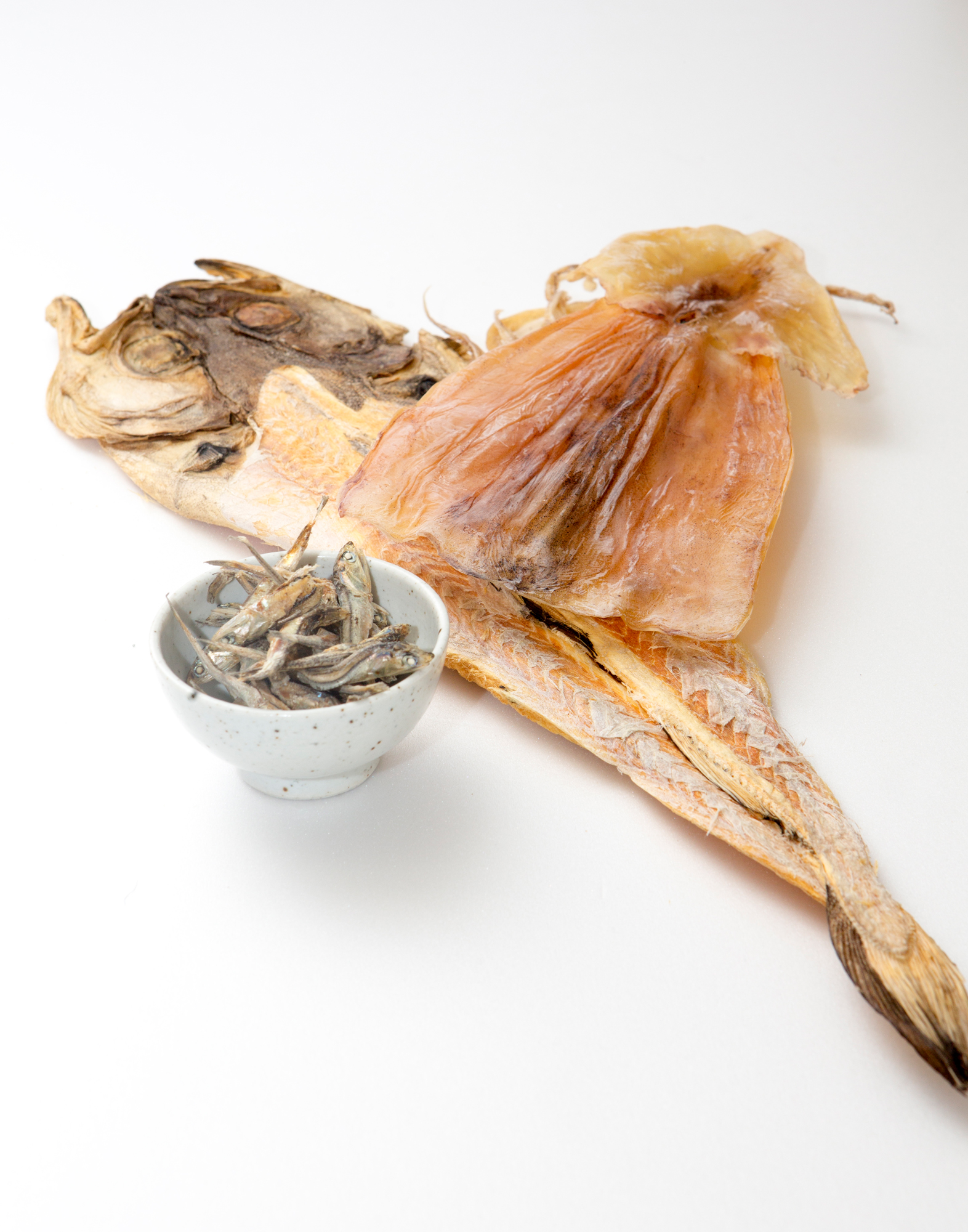
乾海產

乾海產，又稱乾海貨、海味乾貨，是指經乾燥脫水處理的海產類食品，為中國沿海地區的食品，其中「鮑參翅肚」，即鮑魚、海參、魚翅及魚肚合稱為「四大海味」。其他常見的乾海產包括鹹魚、虾米、公鱼仔、乾貝、乾魷魚、魚鰾、青口干、蛏干、蜇皮、沙蟲乾及蠔豉等。
乾海產的由來是源於昔日的漁民，由於船上沒有冷凍設施，便把他們的漁獲曬乾。初時這種做法只限於魚類，即是鹹魚，後來才推廣至貝類及其他海產，成為乾海產。